# Gestión de Ingeniería

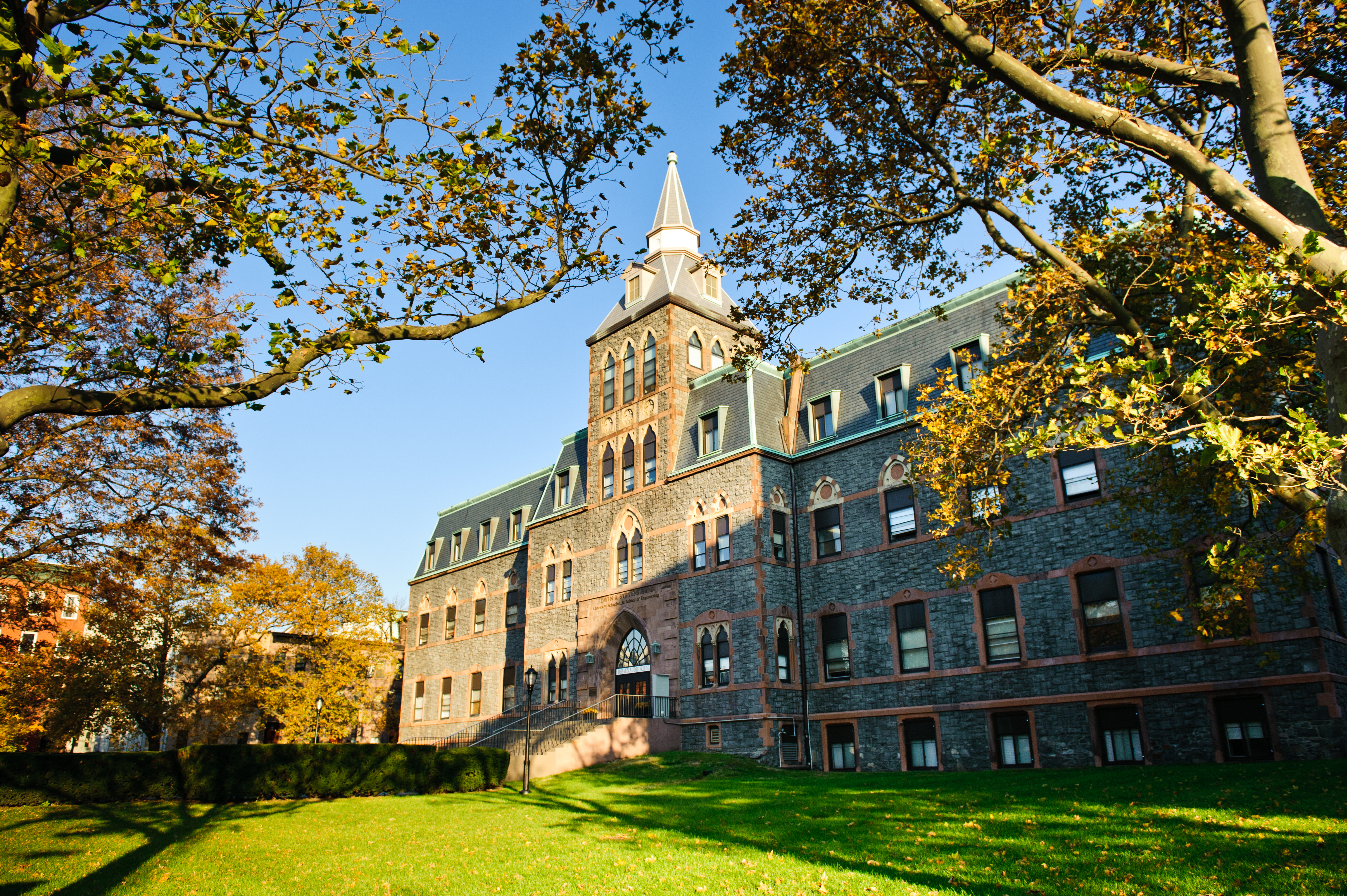
El histórico Edwin A. Stevens Hall en el campus del Stevens Institute of Technology en Hoboken, Nueva Jersey

La  la ingeniería administrativa es la aplicación de la práctica de la gestión a la práctica de la ingeniería. La gestión de la ingeniería es una carrera que reúne la capacidad tecnológica de resolución de problemas de la ingeniería y las habilidades organizativas, administrativas y de planificación de la gestión para supervisar el desempeño operativo de empresas complejas impulsadas por la ingeniería. Una Maestría en Administración de Ingeniería (MAI) a veces se compara con una Maestría en Administración de Empresas (MBA) para profesionales que buscan un título de posgrado como credencial de calificación para una carrera en administración de ingeniería.

## Historia
Probablemente el  Instituto de Tecnología Stevens tiene el departamento de Gestión de ingeniería más antiguo, establecido como Escuela de Ingeniería Comercial en 1908. Posteriormente se llamó el programa de Licenciatura en Ingeniería en Administración (BEEM) y se trasladó a la Escuela de Sistemas y Empresas. La Universidad de Siracusa estableció el primer título de posgrado en gestión de ingeniería en los EE. UU., Que se ofreció por primera vez en 1957. En 1967, se fundó el primer departamento universitario titulado explícitamente "Gestión de ingeniería" en la Universidad de Ciencia y Tecnología de Misuri (Missouri S&T, anteriormente la Universidad de Misuri-Rolla, anteriormente Escuela de Minas de Misuri). En 1959, Western Michigan University comenzó a ofrecer el antecesor de la licenciatura en gestión de ingeniería moderna (titulada "Supervisión industrial") y en 1977, WMU comenzó su maestría en administración de manufactura, luego rebautizada como gestión de ingeniería.
Fuera de los EE. UU., en Alemania, el primer departamento que se concentra en la Gestión de Ingeniería se estableció en 1927 en la Universidad Técnica de Berlín. En Turquía, la Universidad Técnica de Estambul tiene un Departamento de Ingeniería de Gestión establecido en 1982, que ofrece una serie de programas de posgrado y pregrado en Ingeniería de Gestión (en inglés). En el Reino Unido, la Universidad de Warwick tiene un departamento especializado WMG (anteriormente conocido como Warwick Manufacturing Group) establecido en 1980, que ofrece un programa de posgrado en MSc Engineering Business Management.
La Universidad Tecnológica de Míchigan inició un programa de Gestión de Ingeniería en la Escuela de Negocios y Economía en el otoño de 2012.
En Canadá, la Memorial University of Newfoundland ha iniciado un programa completo de maestría en Gestión de Ingeniería.
En Dinamarca, la Universidad Técnica de Dinamarca ofrece un programa de maestría en Gestión de Ingeniería (en inglés).
En Pakistán, la Universidad de Ingeniería y Tecnología, Taxila , la Universidad de Ingeniería y Tecnología, Lahore y la Universidad Nacional de Ciencia y Tecnología (NUST) ofrecen admisión tanto a nivel de Maestría como de Doctorado en Gestión de Ingeniería, mientras que Capital University of Science & Technology (CUST), La Universidad de Ingeniería y Tecnología de NED, Karachi y el Instituto de Ciencias y Tecnología de la Ingeniería Ghulam Ishaq Khan han estado ejecutando un programa de Maestría en Ingeniería / Maestría en Gestión de Ingeniería. Una variante de este programa se encuentra dentro de la Gestión de la Calidad. COMSATS (CIIT) ofrece un programa de gestión de proyectos de maestría a paquistaníes locales y extranjeros como estudiante dentro y fuera del campus.
En Italia, Politecnico di Milano ofrece títulos en Ingeniería de Gestión, entre muchas otras universidades públicas o privadas (y acreditadas públicamente) que pertenecen a la misma clasificación de títulos académicos postsecundarios.
En Rusia, desde 2014, la Facultad de Gestión de Ingeniería de la Academia Presidencial Rusa de Economía Nacional y Administración Pública (RANEPA) ofrece títulos de licenciatura y maestría en Gestión de Ingeniería.
En Francia, la EPF ofrecerá, a partir de enero de 2018, una especialización de ingeniería y gestión de 2 años en inglés para el cuarto y quinto año de su maestría de ingeniería de 5 años. Los últimos 2 años están abiertos a estudiantes que hayan completado una licenciatura en ingeniería en otro lugar.

## Áreas
La gestión de ingeniería es un campo amplio y puede cubrir una amplia gama de temas técnicos y de gestión. Un recurso importante es el Cuerpo de conocimientos sobre gestión de la ingeniería (EMBoK). Los temas siguientes son representativos de temas típicos en el campo.

### Gestión de liderazgo y organización
El liderazgo y la gestión de la organización se preocupan por las habilidades que implican la dirección positiva de las organizaciones técnicas y la motivación de los empleados.

### Operaciones, investigación de operaciones y cadena de suministro
La gestión de operaciones se ocupa de diseñar y controlar el proceso de producción y rediseñar las operaciones comerciales en la producción de bienes o servicios. La investigación operativa se ocupa de modelos cuantitativos de operaciones complejas y utiliza estos modelos para respaldar la toma de decisiones en cualquier sector de la industria o los servicios públicos. La gestión de la cadena de suministro es el proceso de planificación, implementación y gestión del flujo de bienes, servicios e información relacionada desde el punto de origen hasta el punto de consumo.

### Gestión de la tecnología
Introducir y utilizar nueva tecnología es una ruta importante para la reducción de costos y la mejora de la calidad en la ingeniería de producción. El tema Gestión de la tecnología (MOT) se basa en la base de los temas de gestión en contabilidad, finanzas, economía, comportamiento organizacional y diseño organizacional. Los cursos de este tema tratan cuestiones operativas y organizativas relacionadas con la gestión de la innovación y el cambio tecnológico.

### Desarrollo de nuevos productos e ingeniería de productos
El desarrollo de nuevos productos (NPD) es el proceso completo de llevar un nuevo producto al mercado. La ingeniería de producto se refiere al proceso de diseñar y desarrollar un dispositivo, ensamblaje o sistema de manera que se produzca como un artículo para la venta a través de algún proceso de fabricación de producción. La ingeniería de productos generalmente implica una actividad que se ocupa de cuestiones de costo, producibilidad, calidad, rendimiento, confiabilidad, facilidad de servicio, vida útil prevista y características del usuario. Las técnicas de gestión de proyectos se utilizan para gestionar el progreso del diseño y desarrollo utilizando el modelo de puerta de fase en el proceso de desarrollo del producto. Diseño para la capacidad de fabricación (también conocido como diseño para fabricación o DFM) es el arte general de la ingeniería de diseñar productos de tal manera que sean fáciles de fabricar.

### Ingeniería de sistemas
La ingeniería de sistemas es un campo interdisciplinario de la ingeniería y la gestión de la ingeniería que se centra en cómo diseñar y gestionar sistemas complejos a lo largo de sus ciclos de vida.

### Ingeniería industrial
La ingeniería industrial es una rama de la ingeniería que se ocupa de la optimización de procesos, sistemas u organizaciones complejos. Los ingenieros industriales trabajan para eliminar la pérdida de tiempo, dinero, materiales, horas de trabajo, tiempo de las máquinas, energía y otros recursos que no generan valor.

### Ciencias de la gestión
La ciencia de la gestión utiliza varios principios, estrategias y métodos analíticos basados en la investigación científica, incluidos modelos matemáticos , estadísticas y algoritmos numéricos para mejorar la capacidad de una organización para adoptar decisiones de gestión racionales y significativas al llegar a soluciones óptimas o casi óptimas para problemas de decisión complejos.

### Gestión de diseño de ingeniería
La gestión del diseño de ingeniería representa la adaptación y aplicación de las prácticas de gestión habituales, con la intención de lograr un proceso de diseño de ingeniería productivo . La gestión del diseño de ingeniería se aplica principalmente en el contexto de los equipos de diseño de ingeniería, mediante el cual las actividades, los resultados y las influencias de los equipos de diseño se planifican, guían, supervisan y controlan.

## Campos de aplicación
La Gestión de Ingeniería tiene campos de aplicación diversos, desde la administración integral cómo dueño de negocio (pymes o mypes, mediana y gran empresa) hasta como especialista en grandes empresas, así como consultores en su especialidad y en el campo de la enseñanza universitaria (catedráticos).
En áreas corporativas como administración, finanzas, logística, presupuesto, organización y métodos, contrataciones del Estado, marketing y ventas entre otros.
Hay muchas opciones para ingresar en la gestión de ingeniería, aunque el requisito básico es una licencia de ingeniería.
Licenciaturas
La Universidad de Waterloo ofrece un título universitario de 4 años (5 años que incluyen educación cooperativa) en el campo de la Ingeniería de Gestión. Este es el primer programa de este tipo en Canadá. En Perú, la Universidad del Pacífico ofrece una licenciatura de cinco años en este campo, el primer programa en este país. En Alemania, ESB Business School ofrece un programa de pregrado de 4 años que consta de cinco semestres en ESB Business School, dos pasantías obligatorias, una es obligatoria para estar en otro país que no sea Alemania y también un semestre obligatorio en el extranjero. En el ranking anual de universidades aplicadas de la revista Wirtschaftswoche, el curso de Engineering Management de ESB Business School ocupa el quinto lugar entre todas las universidades aplicadas de Alemania. La revista encuestó a más de 500 reclutadores en la industria alemana de qué universidad es más probable que recluten estudiantes y qué universidades satisfacen sus necesidades con respecto a la experiencia en el trabajo con proyectos, la educación multilingüe y la capacidad de comunicarse más.

## Consultoría de ingeniería de gestión
Las empresas grandes y pequeñas impulsadas por la ingeniería a menudo requieren la experiencia de consultores de gestión externos que se especialicen en empresas en las que la práctica de la ingeniería y el desarrollo de productos son impulsores clave de valor. La mayoría de los consultores de gestión de ingeniería tendrán como mínimo una calificación de ingeniería profesional. Pero por lo general también tendrán títulos de posgrado en ingeniería o negocios o una designación de consultoría de gestión. Se trata de proporcionar un servicio de consultoría de gestión específico para la práctica profesional de ingeniería o para el sector de la industria de la ingeniería. Las consultorías de gestión de ingeniería suelen ser empresas boutique y tienen un enfoque más especializado que las principales empresas consultoras tradicionales, A T Kearney, Boston Consulting Group, KPMG, PWC, y McKinsey. La práctica de la ciencia aplicada y la ingeniería requiere una combinación de "arte de la gestión", ciencia y práctica de la ingeniería. Hay muchas empresas de servicios profesionales que prestan servicios en una relación de tipo consultoría para la industria de la ingeniería, incluidos derecho, contabilidad, recursos humanos, marketing, política, economía, finanzas, asuntos públicos y comunicación. Por lo general, los consultores de gestión de ingeniería se utilizan cuando las empresas requieren una combinación de conocimientos especiales de técnica y conocimientos de gestión para mejorar el conocimiento o transformar el desempeño de la organización y también mantener cualquier intelectual propiedad desarrollado confidencial.
La consultoría de gestión de ingeniería se ocupa del desarrollo, mejora, implementación y evaluación de sistemas integrados de organizaciones, personas, dinero, conocimiento, información, equipos, energía, materiales y/o procesos. Los consultores de ingeniería de gestión se esfuerzan por mejorar las organizaciones, los procesos, los productos o los sistemas existentes. La consultoría de gestión de ingeniería se basa en los principios y métodos de análisis y síntesis de ingeniería, así como en las ciencias matemáticas, físicas y sociales, junto con los principios y métodos de diseño de ingeniería para especificar, predecir y evaluar los resultados que se obtendrán de dichos sistemas o procesos. La consultoría de gestión de ingeniería puede centrarse en el impacto social del producto, proceso o sistema que se está analizando. También existe una superposición entre la consultoría de gestión de ingeniería y la ciencia de la gestión en los servicios que requieren la adopción de enfoques más analíticos para la resolución de problemas.
Los ejemplos de dónde se puede utilizar la consultoría de gestión de ingeniería incluyen desarrollar y liderar una iniciativa de transformación empresarial en toda la empresa, o diseñar e implementar un proceso de desarrollo de nuevos productos, diseñar e implementar un proceso de ingeniería de fabricación, incluyendo una estación de trabajo de montaje automatizado. Los ingenieros de gestión pueden especializarse en la adquisición e implementación de aplicaciones de diseño asistido por ordenador (CAD), fabricación asistida por ordenador (CAM) e ingeniería asistida por ordenador (CAE). Los servicios pueden incluir la elaboración de estrategias para diversas logísticas operativas, la introducción de nuevos productos o la consultoría como experto en eficiencia. Puede incluir el uso de técnicas de ciencia de la gestión para desarrollar un nuevo algoritmo financiero o un sistema de préstamos para un banco, simplificar la operación y la ubicación o el uso de la sala de emergencias en un hospital, planificar esquemas complejos de distribución de materiales o productos (denominados Gestión de la cadena de suministro), y líneas más cortas (o teoría de colas) en un banco, hospital o parque temático. Los consultores de ingeniería de gestión suelen utilizar simulación por ordenador (especialmente simulación de eventos discretos), junto con amplias herramientas matemáticas y métodos computacionales y de modelado para el análisis, evaluación y optimización de sistemas.

## Organizaciones profesionales
Hay una serie de sociedades y organizaciones dedicadas al campo de la gestión de la ingeniería. Una de las sociedades más grandes es una división de IEEE, la Engineering Management Society, que publica regularmente una revista comercial. Otra organización profesional destacada en el campo es la Sociedad Estadounidense para la Gestión de Ingeniería (ASEM), que fue fundada en 1979 por un grupo de 20 gerentes de ingeniería de la industria.  ASEM actualmente certifica a los gerentes de ingeniería (dos niveles) a través del examen de certificación Asociado Certificado en Gestión de Ingeniería (CAEM) Archivado el 23 de mayo de 2019 en Wayback Machine. o Certificado de Profesional en Gestión de Ingeniería (CPEM) Archivado el 23 de mayo de 2019 en Wayback Machine.. El Consorcio de Programas de Maestría en Gestión de Ingeniería es un consorcio de nueve universidades que pretende aumentar el valor y la visibilidad del título del MEM.  Además, los programas de posgrado en gestión de ingeniería tienen la posibilidad de ser acreditados por ABET, ATMAE o ASEM. En Canadá, la Sociedad Canadiense para la Gestión de Ingeniería (CSEM) es una sociedad constitutiva del Instituto de Ingeniería de Canadá (EIC), la sociedad de ingeniería científica más antigua de Canadá.

## Para más información
- Eric T-S. Pan|Pan, Eric T-S.  Perpetual Business Machines: Principles of Success for Technical Professionals ISBN 0-9754480-0-5

- Datos: Q6314146